# 용사가 죽었다!
용사가 죽었다!(勇者が死んだ! 村人の俺が掘った落とし穴に勇者が落ちた結果。, The Legendary Hero Is Dead!)는 스비루이치(Subaruichi)가 쓰고 그림을 그린 일본 만화 시리즈이다. 2014년 12월부터 2020년 12월까지 쇼가쿠칸의 우라 선데이 웹사이트와 MANGAONE 앱에서 연재되었으며, 단행본 20권으로 챕터가 모아졌다. 라이덴 필름이 각색한 애니메이션 TV 시리즈는 2023년 4월부터 6월까지 방영되었다.

## 전제
사이온 블레이든은 지옥의 문에서 마왕과 그의 군대를 봉쇄했다. 이제 마왕이 다시 일어설 준비가 되자 사이온은 다시 전투에 뛰어들어 자신의 맹세한 적과 맞서게 된다. 불행하게도 그는 악마로부터 자신을 방어하려던 농부 토우카 스캇이 파 놓은 함정에 빠져 죽게 된다. 다른 선택의 여지가 없는 네크로맨서 안리 헤이즈워스는 토카의 변태적인 영혼을 사이온의 죽은 몸에 넣어 자신인 척 한다. 토우카의 소꿉친구인 유니스 유나와 함께 서로 다른 세 영웅은 도전에 나서 지옥의 문을 봉인해야 한다.